# Sega TeraDrive

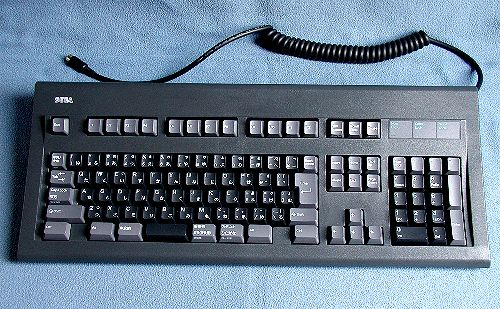
Teclado japonés del Sega TeraDrive

El TeraDrive (テラドライブ TeraDoraibu?) es un sistema compatible con IBM PC con un Mega Drive integrado, desarrollado por Sega y fabricado por IBM en 1991. TeraDrive permitió que los juegos de Mega Drive se jugaran al mismo tiempo que se usa la sección de PC, ya que es posible que Mega Drive y el hardware de PC interactúen entre sí. 
El sistema solo se lanzó en Japón, ya que Sega esperaba que la integración de la entonces popular consola Mega Drive en una PC IBM atraería a clientes potenciales que desearan comprar una PC. El sistema fracasó comercialmente. 

## Diseño
Uno de los principales procesadores utilizados para el sistema es el Intel 80286, que se lanzó en 1982. Sin embargo, cuando se lanzó el TeraDrive en 1991, este procesador estaba casi 10 años desactualizado, el Intel 80486, más potente, se lanzó en 1989, lo que hace que el procesador central de TeraDrive esté 2 generaciones atrasado. El sistema también contiene un Motorola 68000 y un Zilog Z80, los mismos procesadores que se usaron en el Mega Drive, que funcionaba a 7.67 MHz y 3,58  MHz respectivamente.
Los puertos del panel frontal de la máquina incluían dos puertos para mandos de Mega Drive que tenían un diseño similar a los puertos serie macho de 9 pines y 2 puertos PS/2 en el lado derecho de la unidad para acomodar el mouse y el teclado. El sistema también contenía varios puertos en su parte trasera. En orden de izquierda a derecha: puerto serie macho de 9 pines, puerto paralelo de 25 pines para la conexión a una impresora, conectores RCA estéreo y salida de video compuesto NTSC para la conexión a un televisor, RGB analógico para la conexión del monitor y un segundo conector de 9- conector serial macho de clavija etiquetado "EXT", similar al que se encuentra en la parte posterior de una unidad base Mega Drive original. 
La placa base también tenía una ranura ISA disponible para expansión, con un orificio en la parte posterior de la unidad para acomodarla. 

## Interfaz
Su interfaz consistía en un menú de inicio con varias opciones, incluido un administrador de archivos, DOS, un reloj y modo Mega Drive.
La máquina incluía controladores de IBM empaquetados en un disquete, que permitían que el software escrito correctamente funcionara en la RAM de la máquina y luego se ejecutara en el hardware nativo de Mega Drive. Un buen ejemplo de esto se muestra en el programa Puzzle Construction, uno de los pocos títulos de software incluidos con TeraDrive, que incluía un paquete de edición para PC para cambiar las características de un juego de rompecabezas de bloques que caen, que luego se puede reproducir en Mega Drive. lado. El sistema operativo que se envió con el sistema fue el DOS J4.0/V de IBM, que era similar al DOS de PC.
A menudo se especulaba con que TeraDrive se diseñó específicamente como un kit de desarrollo de software especialmente diseñado para permitir a los fabricantes de software desarrollar sus títulos de software para Mega Drive. Sin embargo, dada la fecha de lanzamiento de TeraDrive (algunos años después del lanzamiento inicial de Mega Drive), así como la disponibilidad del propio hardware de desarrollo de juegos de Sega, es poco probable que TeraDrive haya sido diseñado para este propósito.

## Periféricos
Los periféricos del sistema que estaban incluidos o disponibles por separado, incluían 2 mandos Mega Drive, 1 mouse PS/2, 1 teclado IBM PS/2 de la marca Sega y 1 joystick de 3 botones. Los mandos del mouse y Mega Drive eran prácticamente idénticos a los que se encuentran en la versión de la consola Mega Drive. 
Un monitor que fue fabricado por una empresa externa pero con la marca Sega, estaba disponible por separado a un precio de ¥79.800 (estimado USD $600/£300 de la época), que era capaz de mostrar 15 señales de vídeo RGB del hardware Mega Drive a 15 kHz, y una salida VGA a 31 kHz desde el hardware de la PC, ambos desde el conector VGA.

## Modelos
Había tres modelos disponibles, que iban desde ¥148.000 (USD $1.100/GBP £ 580) hasta ¥248.000 (USD $1.840/£950). 
| Modelo                     | Modelo 1 | Modelo 2 | Modelo 3 |
| -------------------------- | --- | --- | --- |
| Precio (en el lanzamiento) | ¥148.000 | ¥188.000 | ¥248.000 |
| Procesador                 | AMD 80286 @ 10 MHz (MSDOS), Motorola 68000 (Mega Drive), Zilog Z80 (Master System) | AMD 80286 @ 10 MHz (MSDOS), Motorola 68000 (Mega Drive), Zilog Z80 (Master System) | AMD 80286 @ 10 MHz (MSDOS), Motorola 68000 (Mega Drive), Zilog Z80 (Master System) |
| RAM (disponible/máxima)    | 640 KB/2,5 MB | 1 MB/2,5 MB | 2,5 MB/2,5 MB |
| Almacenamiento             | 1 FDD | 2 FDD | 1 FDD, 1 HDD de 30 MB |
| Modos gráficos             | - Modo PC - 640 × 480 píxeles (262144 colores / 16 en pantalla) - 320 × 200 píxeles (262144/256; Modo 13h ) - Modo Mega Drive - 320 × 224 píxeles (512/64)                                                                          | - Modo PC - 640 × 480 píxeles (262144 colores / 16 en pantalla) - 320 × 200 píxeles (262144/256; Modo 13h ) - Modo Mega Drive - 320 × 224 píxeles (512/64)                                                                          | - Modo PC - 640 × 480 píxeles (262144 colores / 16 en pantalla) - 320 × 200 píxeles (262144/256; Modo 13h ) - Modo Mega Drive - 320 × 224 píxeles (512/64)                                                                          |
| Puertos de E/S             | - ordenador personal - 1 × conector de monitor VGA - 1 × puerto paralelo (para una impresora) - 2 × puertos serie (RS-232C) - 2 × PS / 2 (ratón y teclado) - Mega Drive - 2 × DE-9M (conectores D macho de 9 pines) - 1 × expansión | - ordenador personal - 1 × conector de monitor VGA - 1 × puerto paralelo (para una impresora) - 2 × puertos serie (RS-232C) - 2 × PS / 2 (ratón y teclado) - Mega Drive - 2 × DE-9M (conectores D macho de 9 pines) - 1 × expansión | - ordenador personal - 1 × conector de monitor VGA - 1 × puerto paralelo (para una impresora) - 2 × puertos serie (RS-232C) - 2 × PS / 2 (ratón y teclado) - Mega Drive - 2 × DE-9M (conectores D macho de 9 pines) - 1 × expansión |
| Sistema operativo          | IBM DOS J4.0 / V | IBM DOS J4.0 / V | IBM DOS J4.0 / V |

## Ventas
El sistema resultó impopular en el mercado japonés y finalmente fracasó. Se desconocen las cifras de producción. 
El sistema es moderadamente raro en Japón, aunque los precios están aumentando rápidamente debido a la demanda de los coleccionistas. El precio de TeraDrive en junio de 2003 era el triple del precio que tenía dos años antes.
Una nueva PC también estaba en las etapas de discusión para ser desarrollada por Sega bajo el liderazgo del exejecutivo de IBM, Narutomi, pero esto probablemente nunca pasó de las etapas de discusión debido al fallo de TeraDrive. 

## Productos similares
Amstrad fabricó un sistema similar, pero no relacionado, y se vendió con el nombre de Mega PC en áreas PAL como Europa y Australia. Aunque contaba con una especificación más alta que la del TeraDrive de Sega, no pudo actuar como un kit de desarrollo de software debido a la incapacidad de interactuar entre la PC y la Mega Drive juntas, ya que esencialmente era solo una PC con una Mega Drive en forma de tarjeta de expansión. 